# 日枝神社 (江戸川区船堀)
日枝神社（ひえじんじゃ）は東京都江戸川区の神社。

## 歴史
1614年（慶長19年）に創建された。かつては「山王社」と称しており、隣の光明寺が旧別当寺であった。船堀村東組の鎮守であった。
1873年（明治6年）に「日枝神社」に改称した。
境内には、「船堀の富士塚」と呼ばれる富士塚がある。1897年（明治25年）に地元の富士講によって築造されたもので、江戸川区の有形民俗文化財に登録されている。

## 文化財
船堀の富士塚江戸川区登録有形民俗文化財・民俗資料、昭和58年3月15日告示
日枝神社所在の力石群江戸川区登録有形民俗文化財・民俗資料、平成22年3月9日告示

## 交通アクセス
- 船堀駅より徒歩9分（経路案内）。